# Noal (Brasil)
Noal es un barrio del distrito de Sede, en el municipio de Santa Maria, en el estado brasileño de Río Grande del Sur. Está situado en el oeste de Santa Maria.

## Villas
El barrio contiene las siguientes villas: Noal, Vila Arco-Íris, Vila Kosoroski, Vila Lídia, Vila Natal, Vila Noal, Vila Pantaleão, Vila Rohde, Vila San Martín.

## Galería de fotos

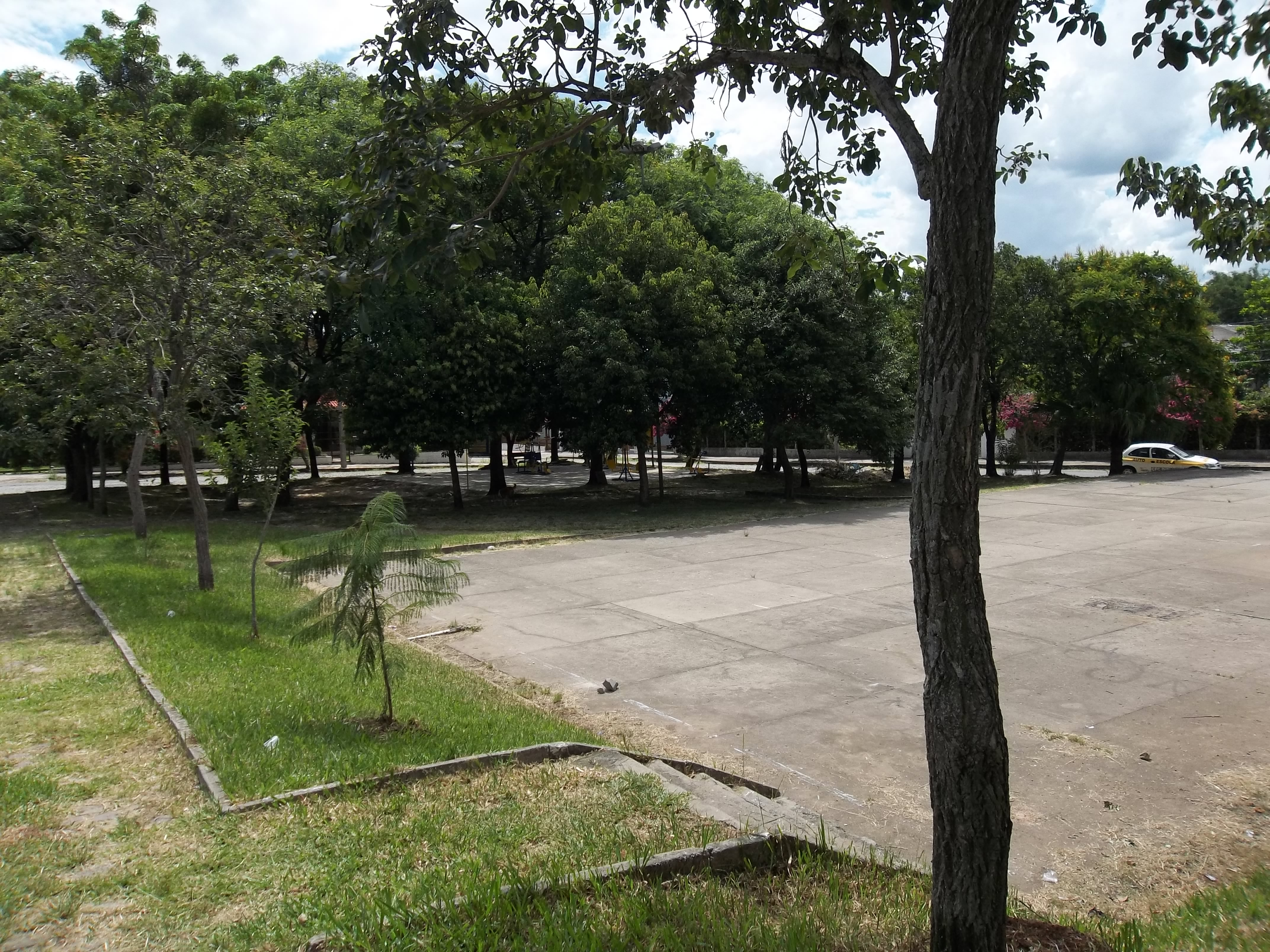
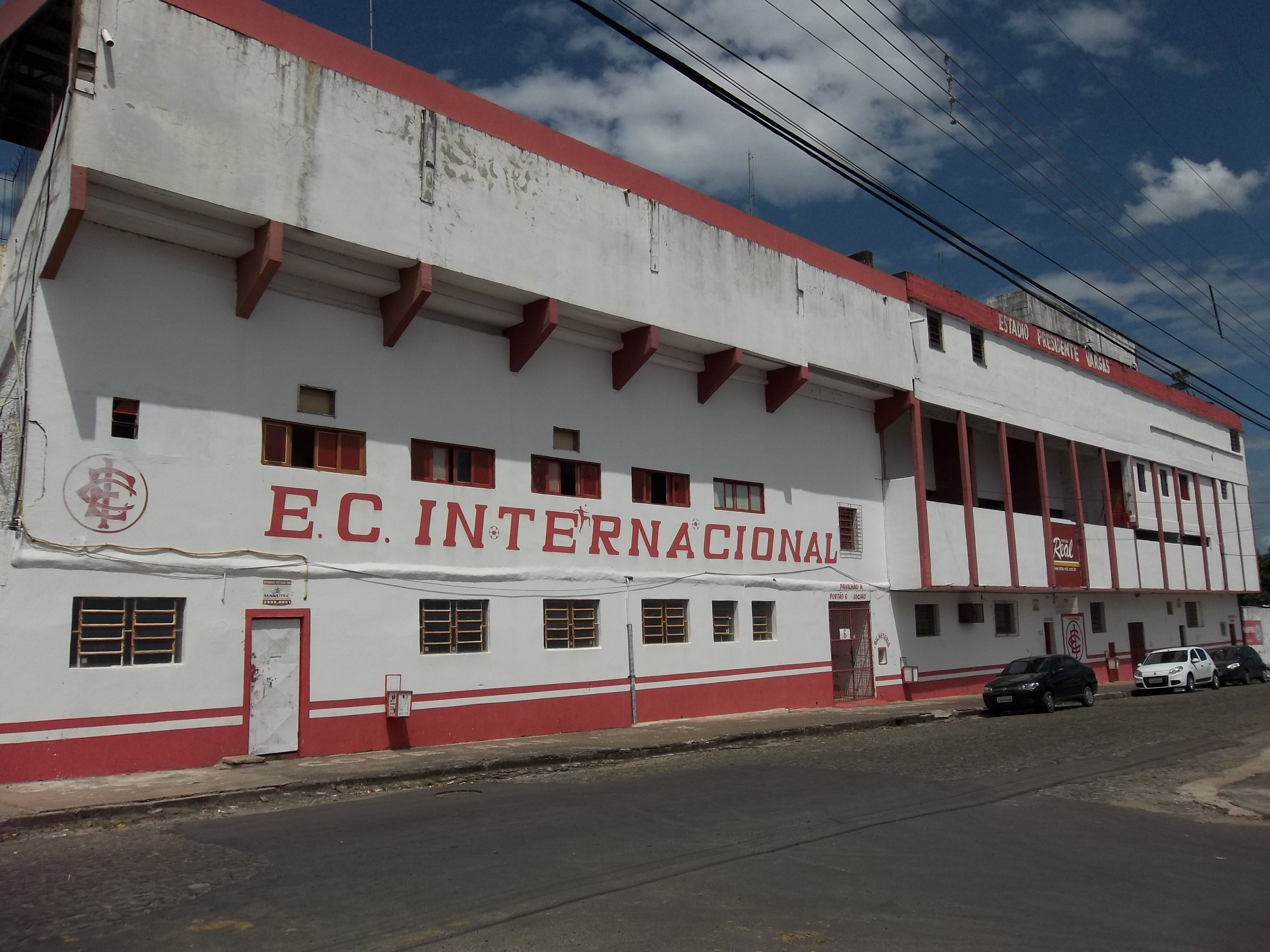
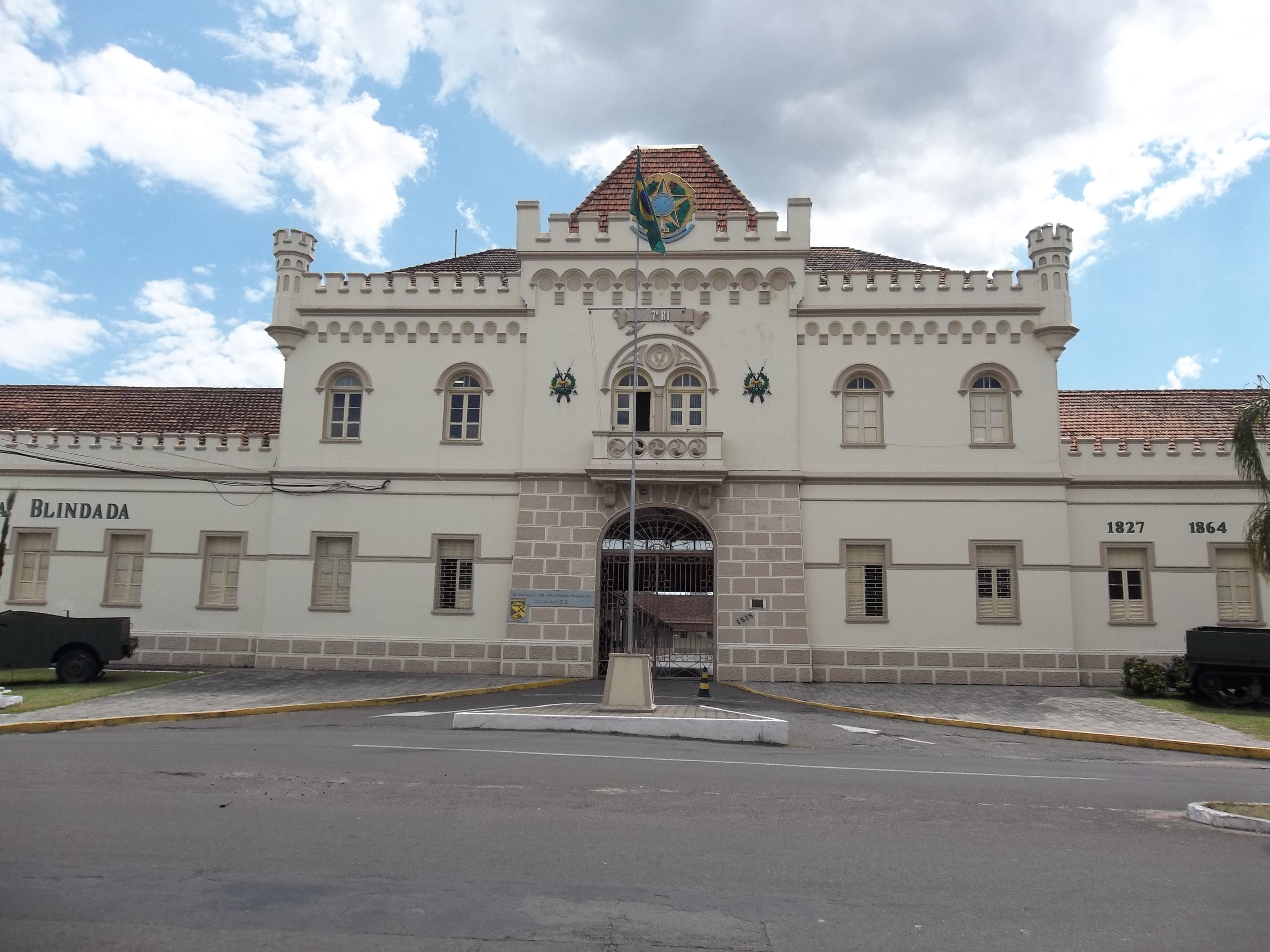

| Noroeste: Passo d'Areia        | Norte: Passo d'Areia                     | Nordeste: Bonfim                     |
| Oeste: Juscelino Kubitschek    |                                          | Este: Bonfim Nossa Senhora de Fátima |
| Suroeste: Juscelino Kubitschek | Sur: Patronato / Nossa Senhora de Fátima | Sureste: Nossa Senhora de Fátima     |